# Den lille død
Den lille død er en dansk kortfilm fra 2011 med instruktion og manuskript af Rasmus Frøkjær Justesen.

## Handling
En kortfilm, der afbilleder en kvindelig morders blodige drabsritual. Filmen er et asketisk eksperiment, der både skal behage og chokere tilskueren.